# Вільям Гесте
Ві́льям Ге́сте (англ. William Hastie, в Росії — Гесте Василь Іванович; *1763 (можливо 1753) — †4 червня 1832) — російський інженер та архітектор шотландського походження.

## Біографія
Вільям Гесте народився в Шотландії 1763 або 1753 році. Письмові відомості про нього з'являються лише з 1784 року, коли він, за запрошенням Чарлза Камерона прибув до Росії та поселився в Царському Селі (сучасне місто Пушкін). З самого початку перебування в Росії працював на будівництві Царськосельських палаців. В березні 1787 року він, разом з 23 англійськими каменотесами, продовжив контракт з Конторою будівництва.
В 1792 році Гесте поступив на службу архітектором в Кабінет Її Імператорської Величності, розробив проєкти «зразкових» будинків, схвалених імператрицею Катериною II. З 5 липня 1795 року по 3 червня 1799 років служить губернським архітектором в Таврійській та Катеринославській губерніях. Однією з основних його робіт є обміри ханського палацу в Бахчисараї. 21 квітня 1817 року був остаточно затверджений новий план Катеринослава. Згідно з цим планом центр міста переміщався в нижню частину.

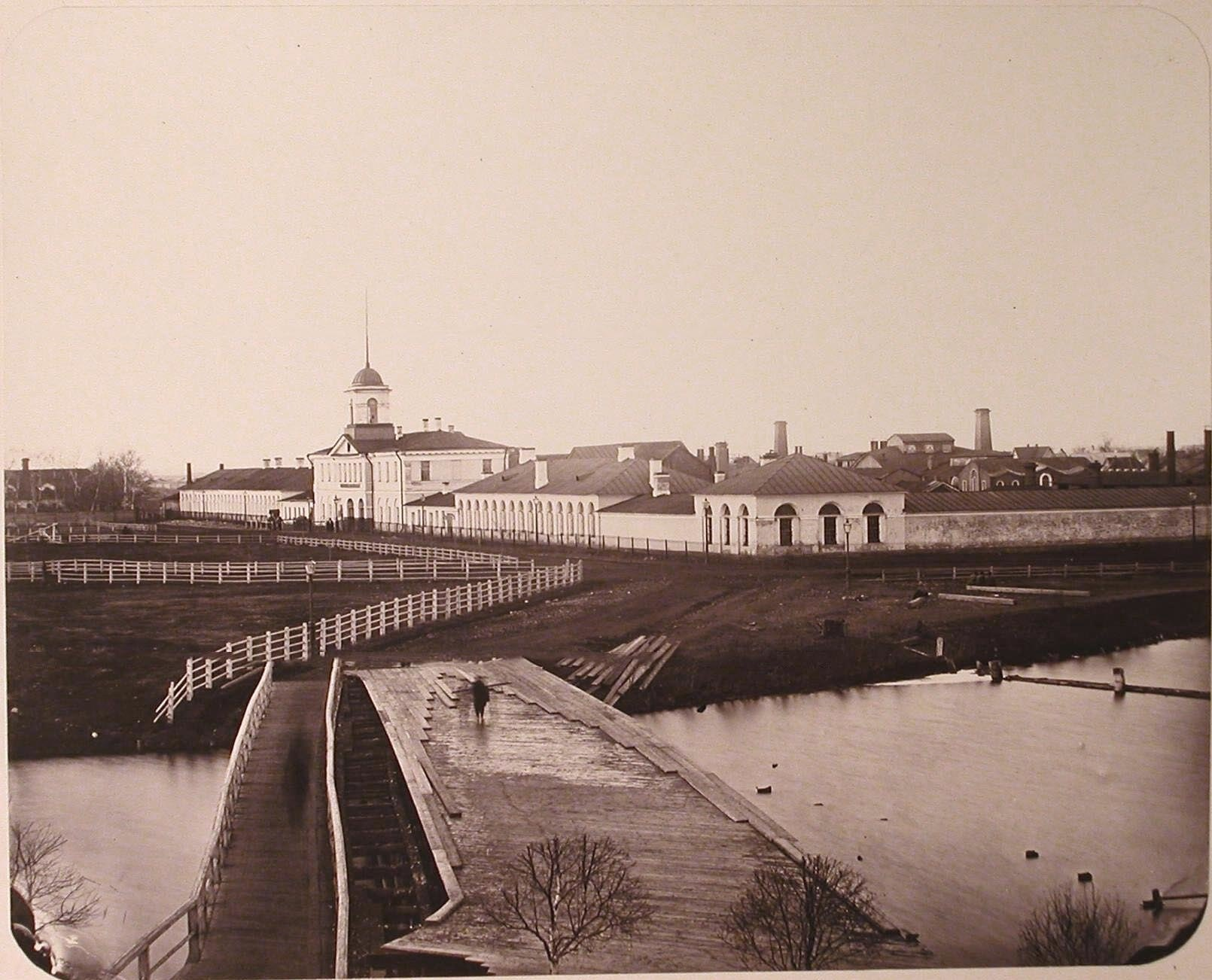
Іжорський завод (1866)

Після цього Гесте повертається до Петербургу, де працює під керівництвом шотландського інженера Карла Гаскойна. З вересня 1803 року по лютий 1805 року був архітектором Іжорських заводів, спроєктував низку будівель та споруд. В 1805—1806 роках Гесте будує пішохідний чавунний міст через річку Пряжку. Ідея створення чавунних мостів, скріплених болтами, дуже сподобалась Вільяму і в 1806—1820 роках ним були зведені ще 3 мости через річку Мойку та 2 мости через Введенський канал.

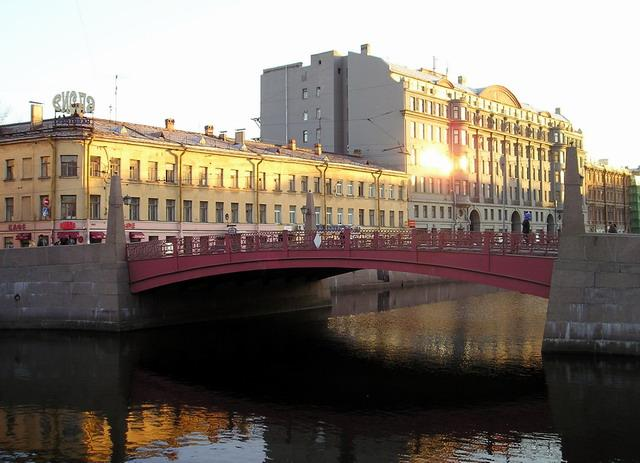
Червоний міст. Санкт-Петербург

Одночасно з будівництвом мостів Гесте займався проєктами і будівництвом в Царському Селі. З 1808 року поселення отримало статус міста і міським архітектором назначений Вільям Гесте. Тут він проявив себе талановитим архітектором-містобудівником, розробив для міста проєкт його загального перепланування та перспективного планувального розвитку.
В 1806 році був створений Будівничий комітет при Міністерстві внутрішніх справ. В склад комітету увійшов і Гесте, з 1810 року він працював адміністратором. На цій посаді Гесте розсилає у всі губернії Росії для використання проєкти «зразкових» будинків. Таким чином з 1810 року він фактично керував всіма містобудівними справами в імперії. В 1809—1812 роках він склав 2 випуски альбомів із зразковими фасадами житлових приватних будинків (разом з архітектором Луїджі Рускою). Олександр I, який неодноразово оглядав Царське Село, був дуже задоволений роботами, що йдуть в місті. 28 грудня 1809 року він підписав указ про нагородження Гесте орденом Святого Володимира IV ступеня.

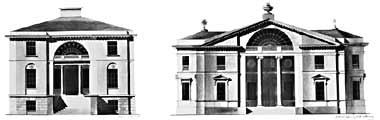
Зразкові будинки

1812 року він склав генеральний план Саратова. В 1813 році склав генеральний план відновлення Москви після пожежі 1812 року — але він був відхилений. В 1813 році Гесте склав генеральний план Черкас в стилі давньоримських міст. 1803 році склав генеральний план міста Уфа, але план не був реалізований. Другий раз він приїхав до Уфи 1817 року і разом з губернським грабарем Сметаніним вніс поправки до плану. В новій редакції проєкт був затверджений 3 березня 1819 року. 1817 року зодчому було надано у вічне володіння будинок № 152 на Московській вулиці Царського Села та пенсіон в 1 500 рублів. При всіх почестях архітектор залишався підданим королеві Великої Британії.

Пам'ятна дошка на стіні Черкаської мерії

В середині 1820-х років в бюро Гесте був розроблений перспективний генеральний план міста Красноярська. Після закінчення робіт над проєктом він був «высочайше утверждён» 2 грудня 1828 року. В 1825 році Гесте склав проєкт генерального плану міста Омська, використовуючи як основу попередній план 1770-х років. З січня 1826 року цей проєкт знаходився в Омську «для сверки с натурой», і пізніше дороблявся в Санкт-Петербурзі. 28 січня 1829 року план був затверджений імператором і з моменту конфірмації став керівною основою архітектурно-планувального розвитку міста. В 1824 році для експертизи був запропонований проєкт перепланування та планувального розвитку міста Томська, складений грабарем С.Зверєвим в 1820—1824 роках. Остаточно план був затверджений імператором Миколою I 8 серпня 1830 року. Окрім того під його керівництвом були складені генеральні плани забудови Києва, Черкас, Вільно, Смоленська, В'ятки, Пензи та інших міст. Він приклав свою руку до планів близько 500 міст Російської імперії.
Помер Вільям Гесте 4 червня 1832 року й був похований на Казанському цвинтарі Царського Села. На жаль місце знаходження його могили невідоме, окрім цього не збереглось і жодного портрета архітектора.

## Наукові праці
Альбоми:
- «Шлюзи, мости, будинки» (1806),
- «Плани чавунних мостів на Мойці» (1807),
- «Будови для міста Царське Село» (1809),
- «Розподіл міських кварталів на громадські місця» (1811).